# Сан-Фрателло
Сан-Фрателло (итал. San Fratello) — коммуна в Италии, располагается в регионе Сицилия, подчиняется административному центру Мессина.
Население составляет 4561 человек, плотность населения составляет 68 чел./км². Занимает площадь 67 км². Почтовый индекс — 98075. Телефонный код — 0941.